# Merneferrê Aÿ
Pour les articles homonymes, voir Ay.
Merneferrê Aÿ Ier est un roi de la XIIIe dynastie. 

## Attestations

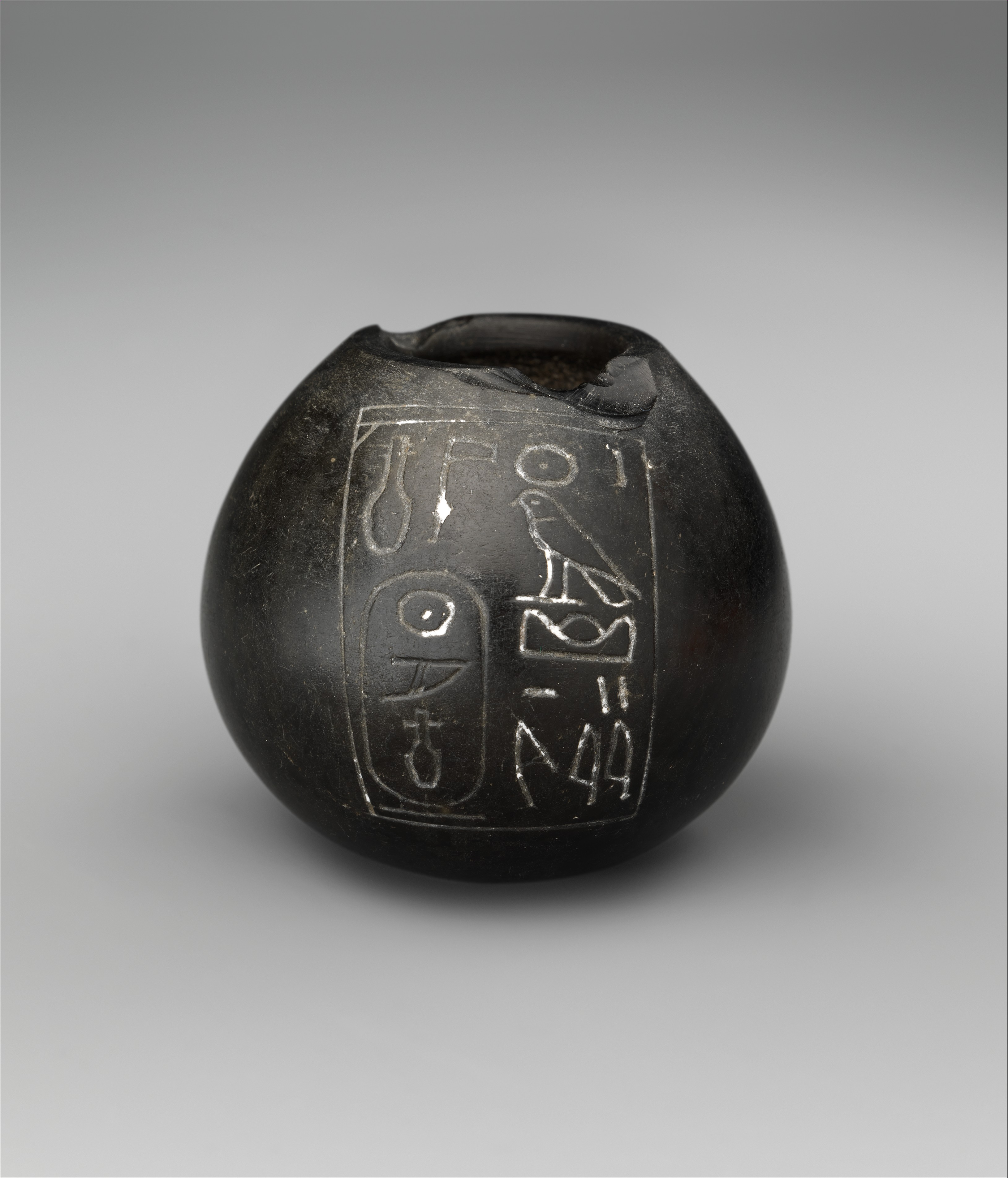
Jarre globulaire en obsidienne de Merneferrê Aÿ, Metropolitan Museum of Art.

Le canon royal de Turin le mentionne à la position 8.3 et lui donne un règne de 23 ans, 8 mois et 28 jours. Merneferrê Aÿ est bien attesté ; pas moins de soixante-deux scarabées et un sceau-cylindre portant son nom sont connus, dont 51 de provenance inconnue,,. Parmi les scarabées de provenance connue, trois sont de Basse-Égypte, plus précisément un de Bubastis et deux d'Héliopolis,. Le reste des scarabées de provenance connue sont d'Abydos, Coptos et Licht, toutes les localités étant en Moyenne ou Haute-Égypte. Parmi les autres attestations de Aÿ, on peut citer une jarre globulaire en obsidienne, aujourd'hui conservée au Metropolitan Museum of Art, une boule dédiée à Sobek, un bloc de calcaire inscrit, faisant partie d'un linteau, découvert en 1908 par Georges Legrain à Karnak, et un pyramidion,,.
Le pyramidion a été confisqué aux voleurs par la police égyptienne en 1911 à Faqus, près de l'ancienne ville d'Avaris. Il est gravé du nom de Merneferrê Aÿ et montre l'offrande qu'il a faite à Horus Seigneur du ciel, ce qui montre qu'une pyramide a été construite pour lui pendant son long règne,. Le fait que le pyramidion ait probablement été découvert par les voleurs dans l'actuelle Qantir, qui fait partie de l'ancienne ville d'Avaris est important car il s'agissait probablement de la capitale de la XIVe dynastie du vivant de Merneferrê Aÿ. Les égyptologues pensent que le pyramidion provient en fait de Memphis, dans la nécropole de laquelle la pyramide de Merneferrê Aÿ doit être située. Cela suggère donc que la pyramide a été pillée au moment de l'invasion des Hyksôs vers 1650 avant notre ère, et que le pyramidion a été emporté à Avaris à ce moment,, ce qui est justifié par le texte endommagé sur le pyramidion [qui] invoquait à l'origine quatre dieux dont deux étaient Ptah et Rê-Horus (pour Rê-Horakhty). Les cultes de ces dieux étaient basés dans la nécropole Memphite, et non à Avaris. Parmi les autres objets ayant subi le même sort, on peut citer deux statues colossales du roi Smenkhkarê Imyramesha de la XIIIe dynastie.

## Longueur du règne

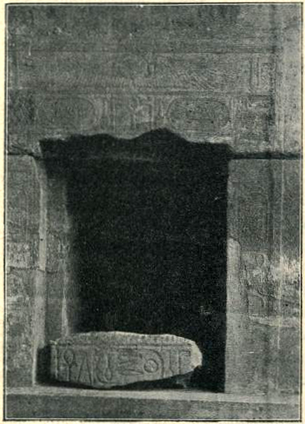
Linteau de Merneferrê Aÿ.

Jusqu'à récemment, la durée du règne de Merneferrê Aÿ, qui est consignée dans le Canon royal de Turin, était contestée par Jürgen von Beckerath qui a lu la figure endommagée sur le fragment de papyrus comme étant de 13 ans, 8 mois et 18 jours  alors qu'Alan Gardiner et Kenneth Kitchen ont tous deux soutenu qu'elle devait être lue comme étant de 23 ans, 8 mois et 18 jours. Le litige a été réglé dans la dernière étude du canon de Turin par Kim Ryholt qui confirme que la durée du règne de Merneferrê Aÿ, telle qu'elle est inscrite sur le papyrus, est de 23 ans, 8 mois et 18 jours, ce qui fait de Merneferrê Aÿ le roi ayant régné le plus longtemps de la XIIIe dynastie, à une époque où de nombreux rois éphémères régnaient sur l'Égypte.

## Famille
Malgré le très bref règne de Merhoteprê Ini, il est attesté dans les archives historiques de la Stèle juridique. Ce document, daté de l'an 1 du futur roi thébain Souadjenrê Nebiryraou, contient une charte généalogique qui stipule qu'Ayamerou - le fils du vizir Aya et de la Fille du Roi Reditenes - a été nommé gouverneur d'El Kab en l'an 1 de Merhoteprê Ini. La raison de cette nomination est due à la mort inattendue du gouverneur sans enfant d'El-Kab, Aya le Jeune, qui était le fils aîné du vizir Aya et le frère aîné d'Ayamerou. La charte identifie un certain Kebsi comme le fils du gouverneur, et plus tard, du vizir Ayameru. La Stèle juridique enregistre la vente de la fonction de gouverneur d'El Kab à un certain Sobeknakht. Ce Sobeknakht Ier était le père de l'illustre gouverneur Sobeknakht II qui construisit l'une des tombes les plus richement décorées d'El Kab durant la Deuxième Période intermédiaire. 
Sur la base de la stèle, Kim Ryholt propose que Merhoteprê Ini était le fils de son prédécesseur Merneferrê Aÿ avec sa reine Ini, Reditenes étant alors la sœur de Merhoteprê Ini. Le vizir était une position héréditaire à l'époque et un changement de famille à la tête du poste aurait été un geste politique important. En particulier, Reditenes étant peut-être une sœur de Merhoteprê Ini, sa nomination au vizirat par Aya (donc son beau-frère) aurait fait entrer le poste dans sa propre famille.